# Прироська рівнина
Приро́ська рівни́на — рівнина в Україні, в межах переважно Київської області. Розташована в північно-східній частині Придніпровської височини, в басейні річки Росі (звідси й назва). 
Максимальна висота — 179 м. Поверхня поступово знижується на південь, слабо розчленована невеликими притоками Росі. У минулому рівнину вкривало дніпровське зледеніння. На заплавах, широких днищах балок сформувалися лучні ландшафти. Є окремі масиви дубово-грабових та грабово-дубово-соснових лісів. 